# Paraphalaenopsis labukensis
Paraphalaenopsis labukensis är en orkidéart som beskrevs av Shim, A.L.Lamb och Chu Lun Chan. Paraphalaenopsis labukensis ingår i släktet Paraphalaenopsis och familjen orkidéer. Inga underarter finns listade i Catalogue of Life.

## Bildgalleri

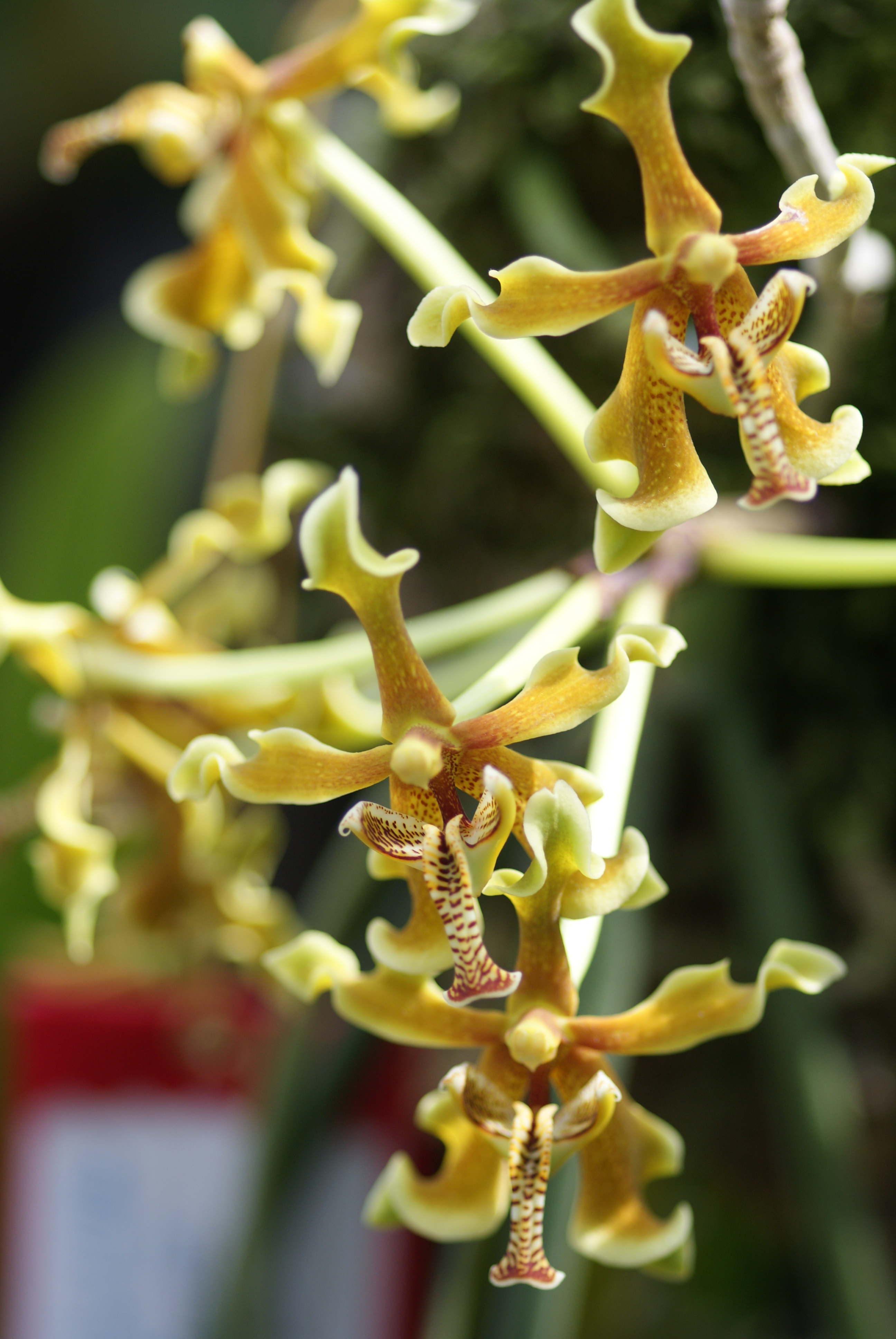